# 1953-as magyar férfi röplabdabajnokság
Az 1953-as magyar férfi röplabdabajnokság a nyolcadik magyar röplabdabajnokság volt. A csapatok területi (budapesti és megyei) bajnokságokban játszottak, a győztesek (Budapestről és egyes megyékből több helyezett is) az országos középdöntőben, majd az országos döntőben küzdöttek tovább a végső helyezésekért. Budapesten tizenkét csapat indult el, a csapatok két kört játszottak. Az országos fordulókban már csak egy kör volt.
A Vasas Ganzvillamossági új neve Vasas Turbó lett.

## Országos döntő
| #  | Csapat             | M | Gy | V | Sz+ | Sz- | P  |
| -- | ------------------ | - | -- | - | --- | --- | -- |
| 1. | Csepeli Vasas      | 5 | 5  | 0 | 15  | 6   | 10 |
| 2. | Bp. Vasas          | 5 | 4  | 1 | 14  | 3   | 8  |
| 3. | Bp. Honvéd         | 5 | 3  | 2 | 9   | 9   | 6  |
| 4. | Bp. Dózsa          | 5 | 2  | 3 | 10  | 11  | 4  |
| 5. | Miskolci Lokomotív | 5 | 1  | 4 | 4   | 14  | 2  |
| 6. | Bp. Bástya         | 5 | 0  | 5 | 6   | 15  | 0  |

* M: Mérkőzés Gy: Győzelem V: Vereség Sz+: Nyert szett Sz-: Vesztett szett P: Pont

## Országos középdöntő
- Budapest: 1. Miskolci Lokomotív 6, 2. Szombathelyi MTSK 4, 3. Szegedi Honvéd 2, 4. Salgótarjáni Üveggyár 0 pont
- Debrecen: 1. Bp. Vasas 6, 2. Debreceni Dózsa 4, 3. Gödöllői Fáklya 2, 4. Martfűi Vörös Lobogó 0 pont
- Pécs: 1. Bp. Bástya 4, 2. Pécsi Pedagógiai Főiskola 2, 3. Székesfehérvári Honvéd 0 pont
- Kecskemét: 1. Bp. Dózsa 6, 2. Kecskeméti Honvéd 4, 3. Békéscsabai Lokomotív 2, 4. Tatabányai Vasas 0 pont
- Miskolc: 1. Bp. Honvéd 6, 2. Nyíregyházi Petőfi 4, 3. Veszprémi Haladás 2, 4. Egri Dózsa 0 pont
- Győr: 1. Csepeli Vasas 6, 2. Nagykanizsai Lokomotív 4, 3. Győri Szerszámgépgyár 2, 4. Kaposvári Dózsa 0 pont

## Budapesti csoport
| #   | Csapat                       | M  | Gy | V  | Sz+ | Sz- | P  |
| --- | ---------------------------- | -- | -- | -- | --- | --- | -- |
| 1.  | Csepeli Vasas                | 22 | 21 | 1  | 65  | 12  | 42 |
| 2.  | Bp. Vasas                    | 22 | 19 | 3  | 63  | 12  | 38 |
| 3.  | Bp. Honvéd                   | 22 | 18 | 4  | 53  | 19  | 36 |
| 4.  | Bp. Dózsa                    | 22 | 17 | 5  | 49  | 16  | 34 |
| 5.  | Bp. Bástya                   | 22 | 14 | 8  | 49  | 26  | 28 |
| 6.  | Közgazdasági Egyetem Haladás | 22 | 11 | 11 | 34  | 44  | 22 |
| 7.  | Bp. Petőfi VTSK              | 22 | 8  | 14 | 31  | 48  | 16 |
| 8.  | Bp. Haladás                  | 22 | 7  | 15 | 29  | 47  | 14 |
| 9.  | VM Háztartási Bolt           | 22 | 6  | 16 | 22  | 55  | 12 |
| 10. | Vasas Ganzvagon              | 22 | 5  | 17 | 22  | 51  | 10 |
| 11. | VL Keltex                    | 22 | 5  | 17 | 23  | 56  | 10 |
| 12. | Vasas Turbó                  | 22 | 1  | 21 | 11  | 65  | 2  |

* M: Mérkőzés Gy: Győzelem V: Vereség Sz+: Nyert szett Sz-: Vesztett szett P: Pont